# انتخابات سراسری فلسطین (۱۹۹۶)
انتخابات سراسری برای نخستین بار در فلسطین در ۲۰ ژانویه ۱۹۹۶ برای انتخاب رئیس تشکیلات خودگردان فلسطین و اعضای مجلس قانون‌گذاری فلسطین، در کرانه باختری، نوار غزه و بیت‌المقدس شرقی برگزار شد. پس از انتخابات، دولت جدیدی به ریاست یاسر عرفات تشکیل شد.